# Kallirrói Parrén
Kallirrói Parrén (en grec moderne : Καλλιρρόη Παρρέν), née en 1861 à Réthymnon et morte à Athènes le 15 janvier 1940, est une journaliste, féministe et écrivaine grecque.

## Biographie
Elle est née en 1859 ou 1861 à Réthymnon, en Crète. Sa famille s'installe ensuite à Athènes. Elle étudie dans une école de religieuses françaises puis dans l'école Sourméli. Elle obtient ensuite un diplôme d'institutrice à l'Arsákeio.
Elle dirige des lycées de jeunes filles à Odessa puis à Andrinople, puis se marie vers 1886.
Revenue à Athènes avec son mari, elle lance en 1887 un journal féministe appelé Journal des Dames (el) (en grec moderne : Εφημερίς των Κυριών / Ephimerís ton Kyrión). En 1896, elle fonde le syndicat des femmes grecques. Celui-ci participe activement à l'effort de guerre durant le conflit opposant la Grèce à l'empire ottoman.
Elle milite également pour l'accès des femmes à l'éducation et notamment pour leur admission à l'université d'Athènes. Elle est également l'auteure d'une Histoire de la femme : Grecques modernes 1650-1860 (1889).